# Estany dels Forats
L'Estany dels Forats és un estany del Pirineu, situat en el terme comunal d'Angostrina i Vilanova de les Escaldes, a l'Alta Cerdanya, de la Catalunya del Nord.
És a 2.457,4 metres d'altitud, al centre del sector nord del terme al qual pertany, a prop al nord-oest del cim del Carlit, i també a prop, tot i que més lluny, al sud del Puig de Castell Isard.
L'Estany dels Forats és un indret visitat habitualment per les rutes excursionistes del sector nord del Massís del Carlit.